# Baojun RM-5

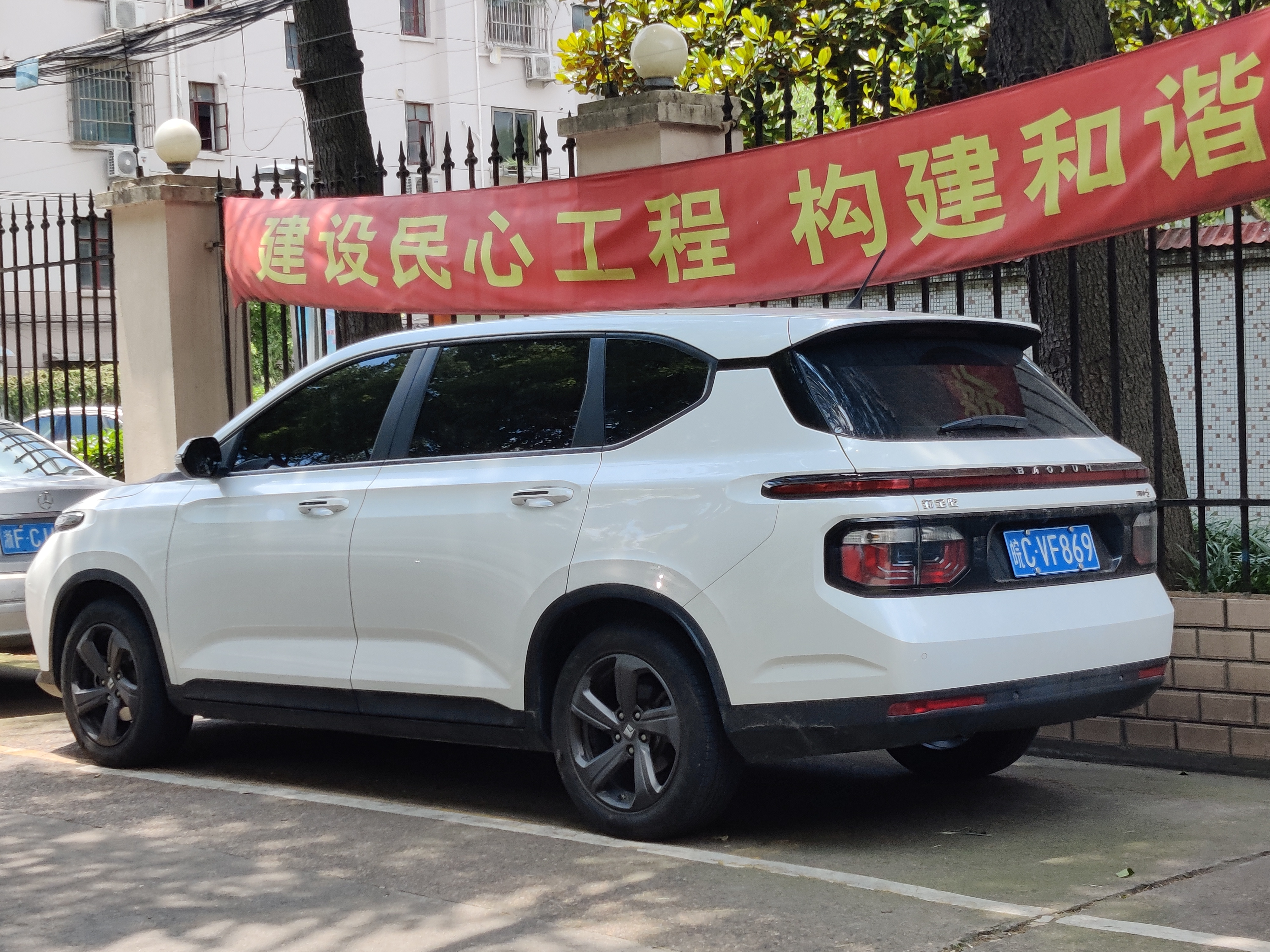
Heckansicht

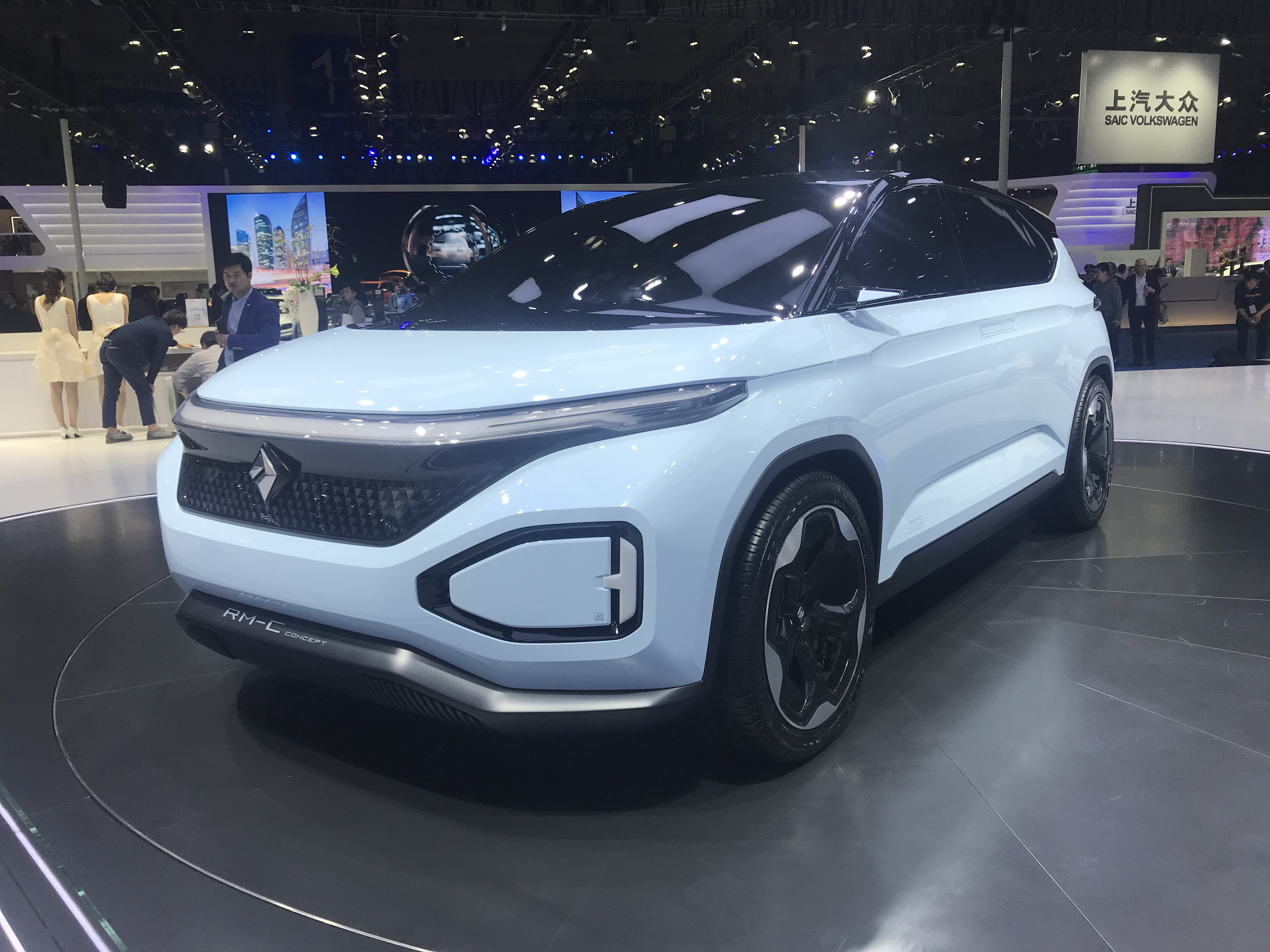
Baojun RM-C Concept auf der Shanghai Auto Show

Der Baojun RM-5 ist ein zwischen 2019 und 2021 gebauter Van der zum chinesischen Automobilhersteller SAIC GM Wuling gehörenden Marke Baojun.

## Geschichte
Als Konzeptfahrzeug Baojun RM-C Concept debütierte das Modell im April 2019 auf der Shanghai Auto Show. Es basiert auf der R-Plattform, die auch im SUV RS-5 zum Einsatz kommt. Die fünf-, sechs- oder siebensitzige Serienversion wurde im Juli 2019 vorgestellt. Ab November 2019 wurde das Modell in China verkauft.

## Technische Daten
Als Antrieb standen ein 1,5-Liter-Ottomotor mit 73 kW (99 PS) und ein aufgeladener 1,5-Liter-Ottomotor mit 108 kW (147 PS) zur Auswahl. Serienmäßig haben beide Varianten ein 6-Gang-Schaltgetriebe, gegen Aufpreis war ein Stufenloses Getriebe erhältlich.
|                                            | 1.5                       | 1.5T                      |
| ------------------------------------------ | ------------------------- | ------------------------- |
| Bauzeitraum                                | 11/2019–09/2021           | 11/2019–09/2021           |
| Motorkenndaten                             |                           |                           |
| Motorart                                   | Ottomotor                 | Ottomotor                 |
| Motorbauart                                | Reihen-Vierzylindermotor  | Reihen-Vierzylindermotor  |
| Motoraufladung                             | —                         | Turbolader                |
| Hubraum                                    | 1485 cm³                  | 1451 cm³                  |
| max. Leistung bei min−1                    | 73 kW (99 PS) / 5800      | 108 kW (147 PS) / 5200    |
| max. Drehmoment bei min−1                  | 143 Nm / 3400–4400        | 250 Nm / 2200–3400        |
| Kraftübertragung                           |                           |                           |
| Antrieb                                    | Vorderradantrieb          | Vorderradantrieb          |
| Getriebe, serienmäßig                      | 6-Gang-Schaltgetriebe     | 6-Gang-Schaltgetriebe     |
| Getriebe, optional                         | (Stufenloses Getriebe)    | (Stufenloses Getriebe)    |
| Messwerte                                  |                           |                           |
| Höchstgeschwindigkeit                      | 160 km/h (160 km/h)       | 170 km/h (170 km/h)       |
| Beschleunigung, 0–100 km/h                 | k. A. (k. A.)             | k. A. (9,4 s)             |
| Kraftstoffverbrauch auf 100 km, kombiniert | 6,7 l Super (7,2 l Super) | 6,9 l Super (7,4 l Super) |
| Tankinhalt                                 | 48 l                      | 48 l                      |
| Abgasnorm                                  | China VI                  | China VI                  |